# Franjo Žebot
Franjo Žebot, slovenski časnikar in politik, * 10. avgust 1881, Selnica ob Muri, † 13. april, 1945, Dachau, Nemčija.

## Življenje in delo
Po ljudski šoli v Šentilju v Slovenskih Goricah je od 1900 obiskoval fantovsko šolo v Jarenini. Nekaj časa je obiskoval tudi Zadružno šolo na Dunaju in razne tečaje, ki jih je prirejal J. E. Krek. Vključil se je v narodnoobrambno gibanje in postal dopisnik Slovenskega gospodarja in Našega doma. Politično je deloval v Slovenski krščansko-socialni zvezi. Na ustanovnem sestanku Slovenske kmečke zveze za Štajersko 1907 je bil izvoljen v osrednji odbor, na ustanovnem shodu Zveze slovenskih fantov 1908 pa za predsednika. Leta 1910 se je preselil v Maribor in se posvetil časnikarstvu: delal je v uredništvu Straže, Našega doma in Slovenskega gospodarja. Ob občinskih volitvah leta 1910 je bil v Šentilju volilni agitator in tajnik slovenske stranke. Leta 1911 je v Mariboru postal vodja Tiskarne sv. Cirila; tu je odigral pomembno vlogo v deklaracijskem gibanju, saj je bila Tiskarna sv. Cirila 1917 središče zbiranja podpisov za Majniško deklaracijo. Kot član Narodnega sveta za Štajersko je 1918 v tednih pred prevratom skrbel za organizacijo Narodnih straž po vsej Štajerski. 
V letih 1922–1929 je bil narodni poslanec. 20. septembra 1925 je bil izvoljen v izvršilni odbor SLS za mariborsko volilno okrožje. 18. decembra 1927 je bil na občinskih volitvah v Mariboru izvoljen za občinskega svetnika. Med šestojanuarsko diktaturo se je umaknil iz politike; dopisoval je v Slovenca in od aprila 1929 vodil glavno zastopstvo Vzajemne zavarovalnice za Štajersko. V letih 1930–1932 je bil načelnik mariborskega okrajnega zastopa. Leta 1937 je bil izvoljen za načelnika okrajnega cestnega odbora v Mariboru. 27. septembra 1935 je bil imenovan za podžupana mestne občine Maribor in je na tem položaju ostal do okupacije. 14. avgusta 1935 je bil eden od prvakov nekdanje SLS, ki so v Ljubljani podpisali prijavo za pristop k JRZ. Leta 1938 je bil ponovno izvoljen za narodnega poslanca. Organizacijo SLS je vodil v mestu in okraju Maribor od 1920 do njenega razpusta, organizacijo JRZ pa od njene ustanovitve naprej. Tajništvo mariborske mestne organizacije JRZ je bilo kar na Žebotovem domačem naslovu.
10. aprila 1941 so ga Nemci aretirali in nato odpeljali v Dachau, a je bil marca 1944 zaradi bolezni izpuščen. Vrnil se je v Maribor in se potem umaknil v Ljubljano, kamor se je 1941 že umaknila njegova družina. Decembra 1944 je bil znova aretiran in interniran v Dachau, kjer je umrl.